# Крамплер (Західна Вірджинія)
Крамплер (англ. Crumpler) — переписна місцевість (CDP) в США, в окрузі Мак-Дауелл штату Західна Вірджинія. Населення — 151 особа (2020).

## Географія
Крамплер розташований за координатами 37°25′34″ пн. ш. 81°19′53″ зх. д. / 37.42611° пн. ш. 81.33139° зх. д. (37.426221, -81.331296).  За даними Бюро перепису населення США в 2010 році переписна місцевість мала площу 3,88 км², уся площа — суходіл.

## Демографія
Згідно з переписом 2010 року, у переписній місцевості мешкали 204 особи в 84 домогосподарствах у складі 61 родини. Густота населення становила 53 особи/км².  Було 114 помешкання (29/км²).
Расовий склад населення:
| - 92,6 % — білих - 6,4 % — чорних або афроамериканців |

До двох чи більше рас належало 1,0 %. Частка іспаномовних становила 0,0 % від усіх жителів.
За віковим діапазоном населення розподілялося таким чином: 16,7 % — особи молодші 18 років, 57,3 % — особи у віці 18—64 років, 26,0 % — особи у віці 65 років та старші. Медіана віку мешканця становила 48,0 року. На 100 осіб жіночої статі у переписній місцевості припадало 87,2 чоловіків;  на 100 жінок у віці від 18 років та старших — 80,9 чоловіків також старших 18 років.
За межею бідності перебувало 17,4 % осіб, у тому числі 30,0 % дітей у віці до 18 років та 0,0 % осіб у віці 65 років та старших.
Цивільне працевлаштоване населення становило 27 осіб. Основні галузі зайнятості: сільське господарство, лісництво, риболовля — 51,9 %, освіта, охорона здоров'я та соціальна допомога — 25,9 %, виробництво — 22,2 %.